# Ghiacciaio Fortenberry
Il ghiacciaio Fortenberry è un ghiacciaio situato sulla costa di Pennell, nella regione nord-occidentale della Dipendenza di Ross, in Antartide. In particolare, il ghiacciaio, il cui punto più alto si trova a circa 1100 m s.l.m., ha origine alla base della penisola Tapsell, nella parte orientale dei monti ANARE, in particolare da un punto poco a nord dell'estremità settentrionale della cresta Matthews, e da qui fluisce verso nord fino a entrare nella parte meridionale della baia di Yule, all'incirca 6 km a est di punta Ackroyd.

## Storia
Il ghiacciaio Fortenberry è stato mappato per la prima volta dallo United States Geological Survey grazie a fotografie scattate dalla marina militare statunitense (USN) durante ricognizioni aeree e terrestri effettuate nel periodo 1960-63, e così battezzato dal Comitato consultivo dei nomi antartici in onore del tenente della USN Ralph M. Fortenberry, ufficiale medico di stanza alla Stazione McMurdo nel 1960.